# Galhardete

Galhardete da Associação Naval de Lisboa

Um galhardete constitui um tipo de bandeira que se classifica pelo seu formato, caracterizando-se por ter uma tralha de dimensão superior à do respetivo batente. A forma do galhardete pode ser triangular simples, triangular farpada ou trapezoidal. A flâmula e a corneta podem ser consideradas variantes do galhardete. Os galhardetes são tradicionalmente usados como bandeiras marítimas, sobretudo como de distintivos de clubes náuticos, distintivos pessoais e bandeiras de sinais.
Como é habitual na terminologia vexilológica, existe alguma ambiguidade no uso do termo "galhardete", o qual se aplica ocasionalmente a realidades diferentes. Como tal, o termo é ocasionalmente também usado para classificar uma bandeira pelo seu tipo de uso, independentemente do seu formato. Assim, por exemplo, são também referidas como "galhardetes" as bandeiras para hastear em automóveis ou para arvorar em outros locais em terra como distintivos pessoais de certas autoridades estatais ou militares, mesmo quando as mesmas não têm o formato triangular associado tradicionalmente aos galhardetes.

## Formato
O termo "galhardete" refere-se tradicionalmente a uma bandeira em que a medida do lado da tralha é superior à medida do lado do batente. Isto significa que se trata de uma definição de bandeira em função da sua forma e não do seu significado.
Existem três tipos formatos básicos de galhardete: o triangular, o trapezoidal e o farpado. A flâmula e a corneta podem ser consideradas variantes do galhardete triangular, sendo que a primeira corresponde a um galhardete em que a medida do comprimento é muito superior à da tralha e a segunda a um galhardete em que a diferença entre as medidas da tralha e do comprimento são reduzidas.

Galhardete simples (corneta)
Galhardete alongado (flâmula)
Galhardete trapezoidal
Galhardete farpado

## Galhardetes de clubes náuticos

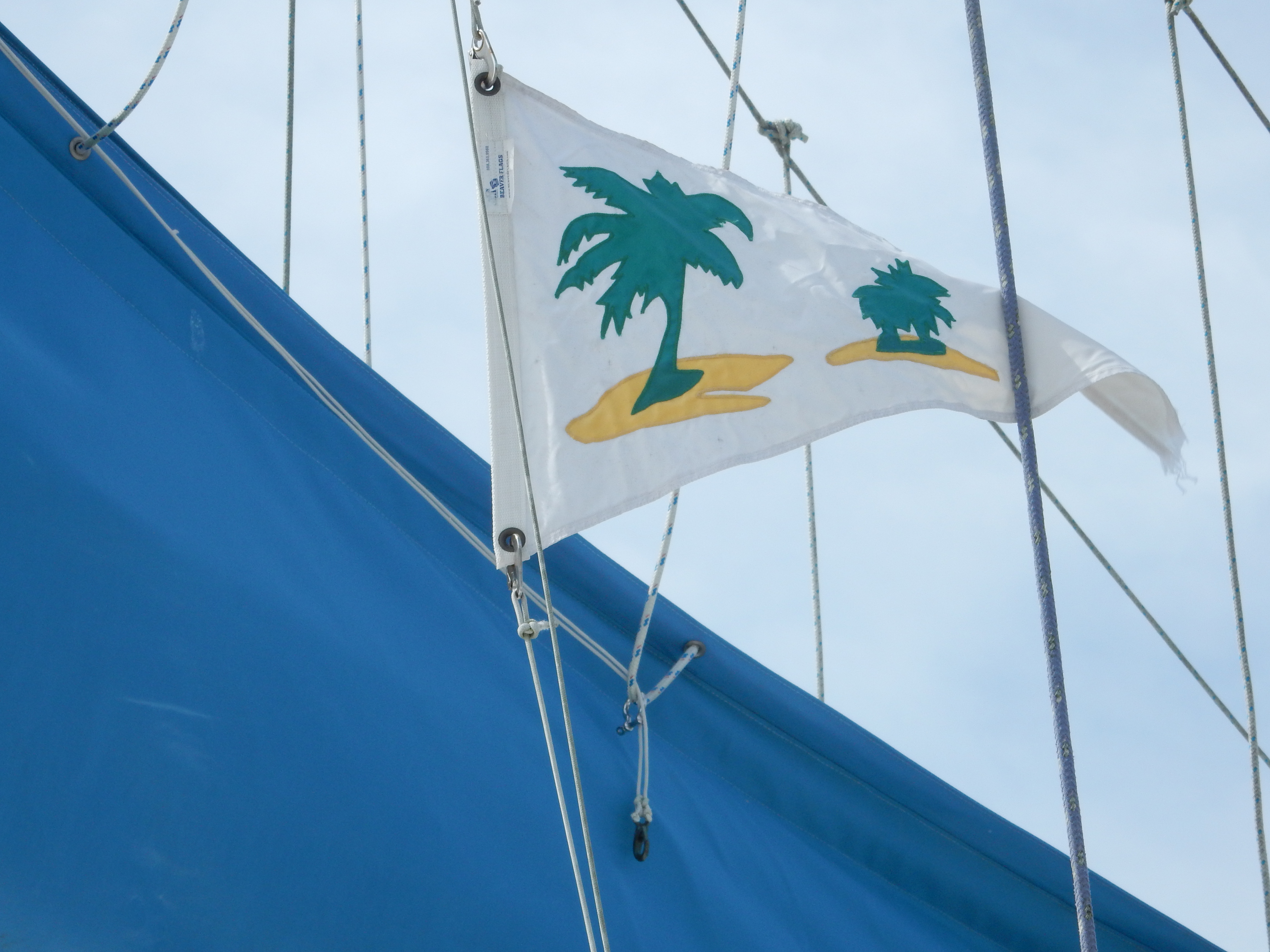
Galhardete do Isles Yacht Club, EUA arvorado numa embarcação do clube.

Galhardete do Royal Cork Yacht Club, o mais antigo clube náutico do mundo.

Uma vez que são geralmente triangulares, as bandeiras representativas dos clubes náuticos são chamadas "galhardetes" nos países de língua portuguesa, exceto no Brasil onde são geralmente referidas como "flâmulas". 
A maioria dos galhardetes de clubes náuticos tem um formato de triângulo isósceles, onde o lado menor corresponde à tralha, com uma proporção entre a medida da tralha e o comprimento de 3:5. Apesar do formato triangular ser o mais comum e tradicional, existem clubes cujas bandeiras têm formatos, retangulares simples, retangulares farpados ou outros. Estas bandeiras são referidas pela designação tradicional "galhardete", apesar de não terem o formato tradicional associado àqueles.
A tradicional forma triangular destas bandeiras tem provavelmente origem nas que eram arvoradas pelos clubes náuticas mais antigos do mundo, o Royal Cork Yacht Club (1720), o Royal Thames Yacht Club (1775) e o Royal Yacht Squadron (1815). Este formato faz com que o batente da bandeira aguente melhor o "efeito chicote" ao drapejar ao vento, sobretudo quando o pano está molhado, durando mais tempo sem se rasgar.
Os membros dos clubes náuticos podem arvorar o galhardete do seu clube nas respectivas embarcações, quer estejam a navegar ou ancoradas. O galhardete mantém-se normalmente arvorado no mesmo período em que está arvorada a bandeira nacional. Tradicionalmente, é arvorado no tope do mastro grande ou, não sendo possível, no seu vau de estibordo. Quando as embarcações não possuem mastros - como é o caso de muitos barcos a motor - estas arvoram o galhardete numa pequena haste localizada à proa.
Os galhardetes dos clubes também podem ser arvorados nas suas instalações em terra, sobretudo quando as mesmas dispõem de um mastro de sinais, com verga e carangueja. Neste caso, o galhardete é arvorado no tope ou no lais de estibordo da verga, como se de um mastro de embarcação se tratasse.
Por tradição, quando os representantes de um clube visitam pela primeira vez um outro, oferecem ao clube visitado um exemplar do seu galhardete. Os galhardetes oferecidos são normalmente expostos no restaurante do clube ou em outros locais de grande visibilidade.
Para além dos galhardetes genéricos identificativos do clube, muitos clubes náuticos dispõem de galhardetes ou outras bandeiras distintivas dos respetivos comodoros, vice-comodoros e outros oficiais. Estes distintivos são normalmente bandeiras retangulares farpadas, com o desenho contido no galhardete do clube, seguindo o modelo de bandeira tradicionalmente associado a estas patentes na marinha.
O uso de galhardetes inspirados nos dos clubes náuticos estendeu-se a entidades que partilham algumas características com os mesmos, tais como as de estarem ligados a atividades náuticas ou desportivas. Entre alguns tipos de outras instituições que usam comumente galhardetes encontram-se os clubes desportivos de outras modalidades, os órgãos de autoridade marítima e os fabricantes de embarcações.
O ato de troca de galhardetes entre clubes náuticos, quando de visitas para a realização de provas desportivas, é hoje comum em várias outras modalidades, incluindo nas partidas de futebol.

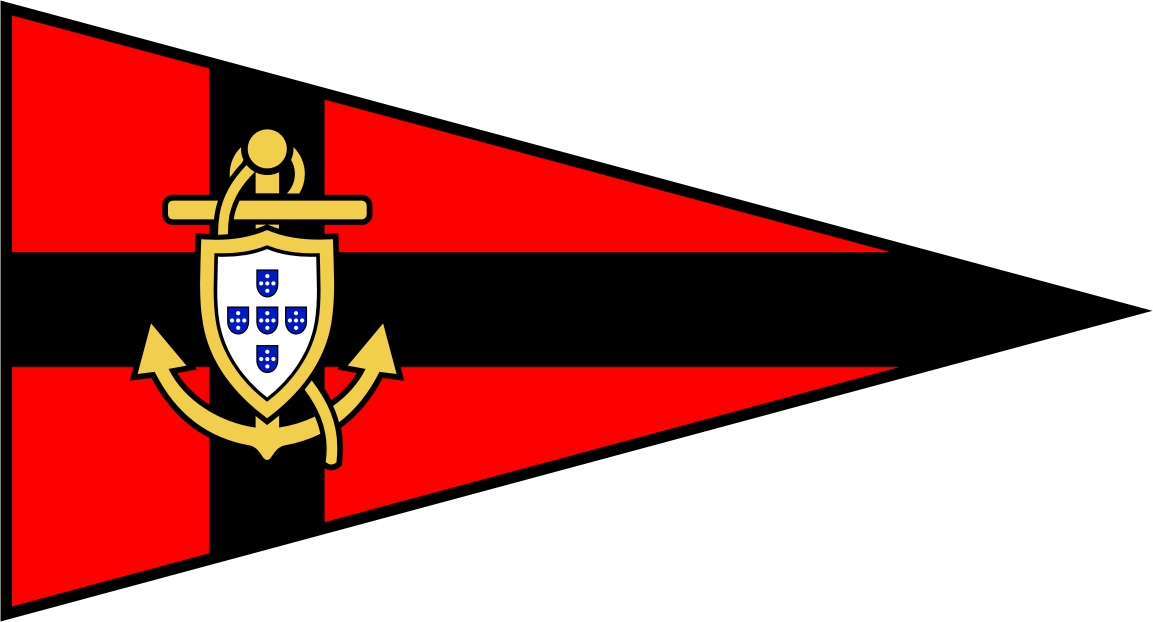
Galhardete do Clube Naval de Lisboa
Galhardete (flâmula) do Iate Clube do Rio de Janeiro
Galhardete do Clube Náutico da Ilha de Luanda
Galhardete (burgee) do Detroit Yacht Club
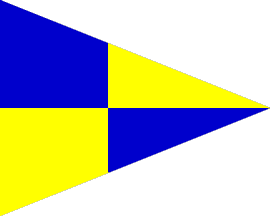
Galhardete internacional de inspeção das pescas

## Galhardetes de sinais
O galhardete é um dos tipos de bandeiras de sinais usadas em comunicações navais.
O Código Internacional de Sinais (CIS) inclui 11 galhardetes de formato trapezoidal, dos quais 10 são os galhardetes numéricos (representando os algarismos de 0 a 9) e o restante é o galhardete de resposta.
O sistema de bandeiras de sinais usado pelas forças navais da OTAN utiliza nove galhardetes trapezoidais (designados abreviadamente ANS, PREP, INT, NEGAT, DESIG, CORPEN, TURN, SCREEN, STBD, FORM) e um galhardete farpado (designado abreviadamente FLOT).

Galhardete numérico 0 (Nadazero) do CIS
Galhardete numérico 2 (Bissotwo) do CIS
Galhardete numérico 8 (Oktoeight) do CIS
Galhardete de resposta do CIS
Galhardete PREP (Preparativo) da OTAN
Galhardete FLOT (Flotilha) da OTAN

## Outros tipos de galhardetes
Fora do âmbito náutico, o termo "galhardete" é usado para designar alguns tipos de bandeiras que não se enquadram na sua definição clássica.
Assim, em Portugal, durante a década de 1950, começaram a ser designadas "galhardetes" as miniaturas das bandeiras distintivas de altas entidades militares e estatais, destinadas a ser hasteadas em viaturas automóveis ou arvoradas em edifícios, apesar de serem normalmente de formato retangular ou quadrangular. No âmbito naval, estas mesmas bandeiras continuam a ser designadas pelo termo tradicional "distintivo" e não como "galhardetes".
Também são designadas "galhardetes" as pequenas bandeiras pendentes dos instrumentos militares das bandas militares.

Galhardete do presidente da Assembleia da República de Portugal
Galhardete do primeiro-ministro de Portugal
Galhardete do ministro da Defesa Nacional de Portugal
Galhardete de marechal do Exército Português
Galhardete de general do Exército Português